# Ларс Лунде
Ларс Лунде (дан. Lars Lunde, нар. 21 березня 1964, Нюборг) — данський футболіст, що грав на позиції нападника.
Виступав, зокрема, за клуб «Янг Бойз», а також національну збірну Данії.

## Клубна кар'єра
У дорослому футболі дебютував 1982 року виступами за команду клубу «Болдклуббен 1909», в якій того року взяв участь у 28 матчах чемпіонату. 
Протягом 1983—1984 років захищав кольори команди клубу «Брондбю».
Своєю грою за останню команду привернув увагу представників тренерського штабу швейцарського «Янг Бойз», до складу якого приєднався 1984 року. Відіграв за бернську команду наступні два сезони своєї ігрової кар'єри. Більшість часу, проведеного у складі «Янг Бойз», був основним гравцем атакувальної ланки команди. У складі «Янг Бойз» був одним з головних бомбардирів команди, маючи середню результативність на рівні 0,55 голу за гру першості. В сезоні 1985/86 його команда стала чемпіоном країни, а Лунде отримав титул Найкращого легіонера в Швейцарії.
Згодом з 1987 по 1990 рік грав у складі команд клубів «Баварія», «Аарау» та «Цуг-94».
Завершив професійну ігрову кар'єру у клубі «Баден», за команду якого виступав протягом 1990—1991 років.

## Виступи за збірну
1986 року дебютував в офіційних матчах у складі національної збірної Данії. Протягом кар'єри у національній команді, яка тривала 2 роки, провів у формі головної команди країни 2 матчі.

## Титули і досягнення
- Чемпіон Швейцарії (1):

«Янг Бойз»: 1985-86
- Володар Суперкубка Швейцарії (1):

«Янг Бойз»: 1986
- Чемпіон ФРН (1):

«Баварія»: 1986-87